# Mayrín Villanueva
Pour les articles homonymes, voir Villanueva.
Mayrín Villanueva (née Mayrín Villanueva Ulloa le 8 octobre 1971 à Mexico au Mexique) est une actrice mexicaine. Elle avait été pressentie pour jouer aux côtés de Daniel Craig dans Quantum of Solace.

## Biographie
En 1997 Mayrín Villanueva se marie avec l'acteur Jorge Poza avec qui elle a travaillé dans Mi generación et dans la telenovela Preciosa en 1998. Le couple a deux enfants : Romina et Sebastián. Ils se séparent en 2008.
En 2009, Mayrín commence à fréquenter l'acteur Eduardo Santamarina avec qui elle se marie et a une fille nommée Julia.   

## Carrière
En 2011, elle incarne Rebeca Treviño dans Una familia con suerte.
En 2012 elle est nommée aux Premios TVyNovelas dans la catégorie Meilleure actrice pour sa participation à Una familia con suerte.
En 2013, Mayrín joue dans Mentir para Vivir produit par Rosy Ocampo aux côtés de David Zepeda.
En 2014, elle rejoint l'équipe artistique de Mi corazón es tuyo avec Silvia Navarro, Jorge Salinas et René Casados. La même année elle participe à la série CQ en incarnant Rebeca Arranco de Barragán.
En 2015, elle est nommée aux Premios TVyNovelas dans la catégorie Meilleure antagoniste pour son rôle d'Isabella' dans Mi Corazón es Tuyo. Puis on la retrouve dans l'adaptation théâtrale de cette production.
En 2016, elle participe à 10 épisodes de la telenovela de Mapat, Corazón que miente.
Depuis le début de novembre 2016, à Alméria en Espagne, Mayrín Villanueva enregistre le long métrage Jesús de Nazareth produit par José Manuel Brandariz et dirigé par Rafael Lara où elle incarne la Vierge Marie aux côtés de Julián Gil qui tient le rôle-titre.

## Filmographie

### Films
- 2014 : Prax: un niño especial : Elle-même

### Telenovelas
- 1998 : Preciosa : Claudia Ortiz
- 1998 : La mentira : Nicole Belot
- 1999 : Alma rebelde : Paula
- 1999-2000 : Cuento de Navidad : Espíritu
- 2000 : Siempre te amaré : Berenice Gutiérrez
- 2001 : Aventuras en el tiempo : Urraca Valdepeña (jeune)
- 2001 : Amigas y rivales : Georgina Sánchez
- 2003 : Niña amada mía : Diana Soriano
- 2004-2005 : Mujer de madera : Mariana Rodríguez
- 2006 : La plus belle des laides (La fea más bella) : Jacqueline Palacios
- 2007-2008 : Yo amo a Juan Querendón : Paula Dávila Escobar
- 2007 : Amor sin maquillaje : Paula Dávila
- 2011-2012 : Una familia con suerte : Rebeca Treviño Garza
- 2013 : Porque el amor manda : Rebeca Treviño Garza
- 2013 : Mentir para vivir : Oriana Caligaris de Falcón / Inés Valdivia Aresti
- 2014-2015 : Mi corazón es tuyo : Isabela Vázquez de Castro[2]
- 2016 : Corazón que miente : Lucía Castellanos Sáenz[3]
- 2016 : Mujeres de negro : Vanessa Leal Riquelme de Zamora[4]
- 2017-2018 : Me declaro culpable : Alba Castillo Téllez Vda. de Dueñas / Alba Monroy Castillo
- 2018 : Mi marido tiene más familia : Rebeca Treviño Garza[5]
- 2021 : Si nos dejan : Alicia Montiel

### Émissions de télévision
- 1997-1998 : Mi generación : Romina
- 2004 : Big Brother VIP : invitée
- 2005-2009 : Vecinos : Silvia Olvera
- 2014 : La CQ : Rebeca Arranco de Barragán

## Théâtre
- 2003 : Sueños de un seductor[6]
- 2010 : Amores mexicanos[7]
- 2015 : Mi corazón es tuyo[8]